# Життя за життям
«Життя за життям» (англ. Life After Life) — дебютний фантастичний роман Кейт Аткінсон з серії «Todd Family», вперше опублікований видавництвом «Little, Brown and Company» 2 квітня 2013 р. Українською перекладений та опублікований у 2018 році видавництвом «Наш формат» (перекладачка – Ярослава Стріха).

## Огляд книги
Жанр визначають як «альтернативну історичну психологічну прозу». Роман має незвичну структуру, яка багаторазово повторює час, щоб описати альтернативні можливі життя головної персонажки – Урсули Тодд.
Дія починається, що у листопаді 1930 року у кав’ярню Мюнхена входить дівчина, ховаючи в сумці старий та важкий службовий револьвер свого батька. Й вбиває з нього майбутнього фюрера. Або ні?
Незабаром сюжет повертається до народження Урсули в 1910 році в будинку сім'ї Тоддів. Її пуповина загорнута навколо шиї. Сімейний лікар, доктор Фелловз, не може бути присутнім через сильний снігопад, і Урсула помирає, коли ніхто не може знайти відповідну пару ножиць, щоб звільнити її. Але Урсула має ще один шанс, а історія їде іншим шляхом: на цей раз доктор Фелловз знаходиться поруч, він розв’язує пуповину і все закінчується добре.
Це приклад сюжетної лінії роману – є багато смертей або ситуацій, де смерть неминуча, але надається ще одне життя і історія йде своєю чергою. У пізніших ітераціях свого життя Урсула знову вмирає, як дитина – потонувши у морі, або врятується від цього і вмирає, впавши з даху, коли намагається втримати падаючу ляльку. Є ще декілька послідовностей, коли вона стає жертвою іспанської епідемії грипу 1918 року, яка повторюється знову і знову, хоча Урсула вже має передбачення про це, і лише її четверта спроба запобігти зараженню грипом вдається.
Кожне з життів Урсули перенасичене нещасливими ситуаціями, вона постраждала від зґвалтування, вагітності та незаконного аборту, і, нарешті, потрапляє в пастку у вкрай репресивний шлюб і її вбиває чоловік при спробі втечі. У подальшому житті вона запобігає цьому передчасною агресією для майбутнього кривдника. Між тим, вона також використовує свою напівм'яку пам'ять про попередні життя, щоб запобігти зґвалтуванню та вбивству розбещувачем дівчини-сусідки Ненсі, яка буде мати важливу роль у подальшому житті Урсули, створивши глибокі любовні стосунки з її братом Тедді, та стане головною героїнею у продовженні «Руїни бога».
Що залишається незрозумілим, оскільки кожна з часових послідовностей закінчується "темрявою" та смертю Урсули, – чи насправді всі ці життя дійсно відбувалися в об'єктивному світі, чи були лише суб'єктивно пережиті нею. Зокрема, чи її вбивство Адольфа Гітлера у 1930 році фактично призвело до зміни тимчасової шкали, коли нацисти не прийшли до влади в Німеччині. Або, можливо, отримали владу з іншим лідером, а Друга світова війна мала інший результат. Хоча в її втіленні 1967 року Урсула розмірковує з племінником про це: «можливо, була», книга уникає дати чітку відповідь.

## Відгуки та критика
- «The Guardian» дав книзі позитивний відгук, визнаючи, що вона змогла передати як історичну зміну соціальних обставин Великої Британії ХХ століття, так конкретні подробиці щоденного життя героя, на додаток до задоволень, запропонованих форматом оповідання[2].
- «Daily Telegraph» також відзначив це, назвавши роман найкращою книгою Кейт Аткінсон[3].
- «The Independent» виявив, що центральна персонажка симпатична читачам, та стверджував, що основним повідомленням книги є те, що Друга світова війна була запобіжна, і її не можна було допустити[4].
- За версією Time книгу було внесено до списку 10 найкращих художніх творів десятиліття, де її було названо «визначальним описом Лондона воєнного часу, оскільки Урсула переживає руйнування Бліцу з різних точок зору, підкреслюючи безглуздість бомбардувань. Історія її численні життя водночас зворушливі й безтурботні, наповнені комічними сторонами та викликаючими словами про багато радощів і прикрощів життя».[5]
- Entertainment Weekly поставив роман на друге місце, а Девід Кенфілд стверджував, що «Життя після життя» «безперешкодно виконує ідіосинкразичну передумову [...] і містить, здавалося б, нескінченну здатність дивувати», але що він «витримає випробування часом для своїх проміжних моментів — його портретів воєнного часу, його проблисків у маленькі домашні світи, його розуміння життя однієї жінки як наповненого безмежні можливості».[6]

## Нагороди
- Роман отримав премію «Costa Book Awards» за 2013 рік[7][8], у тому ж році його було номіновано на премію «Women's Prize for Fiction»[9].
- Британський «Waterstones» відзначив роман премією «Книга року» (Waterstones Book of the Year – 2013).
- Книга отримала британську літературну нагороду «Walter Scott Prize» – 2014 р[10].
- Роман було обрано однією з 10 найкращих книжок 2013 р. за версією «New York Times Book Review»[11].
- Премія «ALA Notable lists» (Американська бібліотечна асоціація) – 2014 р.
- Нагорода «The Tournament of Books» від онлайн-видання «The Morning News» (Zombie Selection and Finalist) – 2014 р.
- Премія «Goodreads Choice Awards» за відгуками читачів у номінації «історична фантастика» (Historical Fiction) – 2013 р.
- Нагорода «Andrew Carnegie Medals for Excellence in Fiction and Nonfiction» – 2014 р.
- Щорічна премія «The South Bank Show» (Annual Award for Literature) – 2014 р.

## Переклади українською
- Кейт Аткінсон. Життя за життям / пер. Ярослава Стріха. — К.: Наш Формат, 2018. — 504 с. — ISBN 978-617-7279-69-2.